# Postino Pat - Il film
Postino Pat - Il film (Postman Pat: The Movie) è un film d'animazione in CGI del 2014 diretto da Mike Disa.
Basato sull'omonima serie animata britannica. Si tratta dell'ultimo film distribuito in Italia dalla Moviemax prima del fallimento di quest’ultima, avvenuto una settimana dopo l’uscita nelle sale.

## Trama
Il postino Pat vuole portare la moglie Sara in Italia come viaggio di nozze ma non può permetterselo. Sotto consiglio del figlio Julian, decide di partecipare a un talent canoro che si terrà a Greendale, il cui premio prevede proprio un viaggio in Italia.

## Distribuzione
Negli Stati Uniti doveva essere rilasciato il 24 maggio 2013, ma è stato posticipato al 23 maggio 2014, un anno dopo. Il film in America venne distribuito in DVD dalla Paramount Home Media Distribution il 23 settembre 2014.
In Italia la pellicola è uscita nelle sale il 1 gennaio 2015. Non riuscì ad essere distribuita in home-video poiché la casa di distribuzione italiana Moviemax é fallita una settimana dopo l'uscita nelle sale.

## Accoglienza

### Incassi
Postino Pat - Il film ha incassato 774.450 £ nel suo weekend di apertura, classificandosi al quarto posto al botteghino nel Regno Unito sotto X-Men - Giorni di un futuro passato con 9.144.971 £. Il film ha riscosso 5.515.679 $ nel Regno Unito e un totale di 8.660.022 $ a livello globale, rendendolo l'undicesimo lungometraggio di maggior incasso del 2014.

### Critica
Il film ha ricevuto recensioni contrastanti da parte della critica. Alcuni dei quali lo hanno elogiato per l'animazione, la regia, l'umorismo e il doppiaggio, mentre altri lo hanno trovato troppo complicato e spaventoso rispetto alla serie televisiva. L'aggregatore di recensioni Rotten Tomatoes riporta una valutazione del 43% su 28 recensioni con un punteggio medio di 4.70 su 10. Su Metacritic ha calcolato un punteggio di 44 su 100, basato su 9 recensioni, indicando "recensioni miste o medie".

## Riconoscimenti
- 2014 - Golden Trailer Awards
  - Candidatura come miglior film d’animazione/per famiglia